# Fina Air
Fina Air was een luchtvaartmaatschappij in Puerto Rico die chartervluchten uitvoerde naar de Dominicaanse Republiek vanaf de vliegvelden Luis Muñoz Marín International Airport in San Juan, Rafael Hernández Airport in Aguadilla en Eugenio María Airport in Mayagüez.

## Geschiedenis
Fina Air werd in 2003 opgericht door Lazaro Canto, die de luchtvaartmaatschappij vernoemde naar zijn moeder, Josefina Canto. 
Door Fina Air werd op 7 juni 2003 in de Puerto Ricaanse krant El Vocero bekendgemaakt dat er op 15 juli 2003 zou worden begonnen met vliegen, waardoor San Juan en Mayagüez werden verbonden met zes bestemmingen in de Dominicaanse Republiek. De datum werd echter verplaatst naar 2 oktober 2003. Daarnaast werd er door Fina Air gepland dat er in 2005 straalvliegtuigen werden aangekocht en dat er naar andere bestemmingen werd gevlogen in de Caraïben. Deze verwachtingen werden echter niet gehaald.
Fina Air werkte samen met de Amerikaanse groep Viva Airlines. Na de dood van Lazaro Canto bleef Viva Airlines achter met onbetaalde rekeningen, processen en ongelukkige investeerders.

## Vluchten
Naast de reguliere vluchten vanaf het vliegveld in Aguadilla, verhuurde Fina Air ook regelmatig vliegtuigen aan de immigratiediensten van de Verenigde Staten, om illegale immigranten terug te brengen naar de Dominicaanse Republiek.

## Vloot
Fina Air had een vloot van drie Saab SF-340'en en werden, na het tijdperk bij Fina Air, gekocht door een vliegtuigleasemaatschappij en daarna gebruikt door RegionsAir. Fina Air probeerde daarnaast om de vloot uit te breiden met twee Douglas DC-9-vliegtuigen, maar de koop daarvan werd geannuleerd.
Een van de vliegtuigen die Fina Air had, crashte op 18 mei 2011 in Argentinië als Sol Líneas Aéreas-vlucht 5428.

## Kleurenschema
Omdat Puerto Rico politiek gezien nog een onderdeel is van de Verenigde Staten, moest Fina Air de Amerikaanse vlag op de romp van hun vliegtuigen aanbrengen. De rest van het vliegtuig was echter in kleuren van de Puerto Ricaanse vlag.